# Biotrén
O Biotrén (pronuncia-se /'bi:o'tren/ em espanhol) é um sistema de trem suburbano que opera em 7 comunas da Grande Concepción, no Chile. É operado pela Ferrocarriles del Sur (FESUR), filial da Empresa de los Ferrocarriles del Estado (EFE).
É composto atualmente por duas linhas em operação, a Linha 1 e a Linha 2, que somam 25 estações e 66,6 km de extensão. O sistema entrou em operação no dia 1º de dezembro de 1999, com o início da operação da Linha 1.
Atualmente, atende as seguintes comunas: Chiguayante, Concepción, Coronel, Hualpén, Hualqui, San Pedro de la Paz e Talcahuano. O sistema transporta uma média de 18 mil passageiros por dia.

## Linhas
O sistema é composto por 2 linhas em operação. Cada linha é identificada por um algarismo. Foram inauguradas entre 1999 e 2005, somando hoje 25 estações e 66,6 km de extensão.
A tabela abaixo lista o nome, as estações terminais, o ano de inauguração, a extensão e o número de estações das linhas que estão em operação:
| Linha | Terminais            | Ano de inauguração | Extensão | N.º de estações |
| ----- | -------------------- | ------------------ | -------- | --------------- |
|       | Mercado ↔ Hualqui    | 1999               | 38,2 km  | 12              |
|       | Concepción ↔ Coronel | 2005               | 28,4 km  | 14              |

## Estações
O sistema é composto por 25 estações em operação, das quais todas são superficiais. As estações que estão em operação são listadas a seguir:
| · Linha 1 | - Mercado - Talcahuano-El Arenal - Hospital Las Higueras - Los Cóndores - Universidad Técnica Federico Santa María - Lorenzo Arenas - Concepción - Chiguayante - Pedro Medina - Manquimávida - La Leonera - Hualqui       |
| · Linha 2 | - Concepción - Juan Pablo II - Diagonal Biobío - Alborada - Costa Mar - El Parque - Lomas Coloradas - Cardenal Raúl Silva Henríquez - Hito Galvarino - Los Canelos - Huinca - Cristo Redentor - Laguna Quiñenco - Coronel |

## Tarifas

### Cartões
Para o Biotrén, existem 7 tipos de cartões que podem ser utilizados para se trafegar na rede:
- Cartão de Passageiro Comum: Disponível em todas as bilheterias do sistema, é utilizado por passageiros comuns.
- Cartão de Estudante de Ensino Médio e Superior: Cartão utilizado por estudantes que cursam o Ensino Médio ou o Ensino Superior no Chile.
- Cartão de Estudante de Ensino Básico:  Cartão utilizados por estudantes que cursam o Ensino Básico no Chile.
- Cartão de Passageiros com Deficiência: Cartão utilizados por passageiros que possuem alguma deficiência.
- Cartão de Convênio com Empresas: Cartão utilizado por empregados de empresas que possuem convênio com o sistema.
- Cartão Sênior: Cartão utilizado por idosos.
- Revalidação: Cartão estudantil com validade de um ano. Para revalidação, o passageiro deve apresentar um comprovante de que é aluno regular em algum curso.

### Zonas Tarifárias
As estações do sistema são divididas em 10 zonas tarifárias, que irão determinar o custo da viagem feita pelo passageiro:
- ■ Zona 1: Hualqui
- ■ Zona 2: La Leonera, Manquimávida, Pedro Medina e Chiguayante
- ■ Zona 3: Concepción e Lorenzo Arenas
- ■ Zona 4: Universidad Técnica Federico Santa María, Los Cóndores e Hospital Las Higueras
- ■ Zona 5: Talcahuano-El Arenal e Mercado
- ■ Zona 6: Juan Pablo II, Diagonal Biobío e Alborada
- ■ Zona 7: Costa Mar, El Parque, Lomas Coloradas e Cardenal Raúl Silva Henríquez
- ■ Zona 8: Hito Galvarino e Los Canelos
- ■ Zona 9: Huinca e Cristo Redentor
- ■ Zona 10: Laguna Quiñenco e Coronel